# Le Retour de l'enfant prodigue
Ne pas confondre avec Le Retour de l'enfant prodigue, roman d'André Gide
Pour plus de détails, voir Fiche technique et Distribution.
Le Retour de l'enfant prodigue (عودة الإبن الضال, Awdat Al Ibn Aldal) est un film dramatique égyptien réalisé par Youssef Chahine, sorti en 1976.

## Fiche technique
- Titre : Le Retour de l'enfant prodigue
- Titre original : عودة الإبن الضال, Awdat Al Ibn Aldal
- Réalisation : Youssef Chahine
- Scénario : Youssef Chahine, Salah Jahine et Farouk Beloufa
- Pays de production :  Égypte
- Format : Couleurs - 1,85:1 - Mono - 35 mm
- Genre : Film dramatique
- Durée : 120 minutes
- Date de sortie : 1976

## Distribution
- Mahmoud El-Meliguy
- Ahmad Mehrez: Ali
- Hoda Soltane
- Shukry Sarhan : Tolba
- Souheir El-Mourchidy
- Hesham Selim : Ibrahim
- Sid Ali Kouiret:
- Majida El Roumi